# Betta simplex
Betta simplex — тропічний прісноводний вид риб з родини осфронемових (Osphronemidae), підродина макроподових (Macropodusinae).
Близькі види: Betta picta з Яви, Betta falx із Суматри та Betta taeniata з Калімантану. Всі вони входять до складу групи видів Betta picta.
Видова назва simplex латинською означає «простий».
Місцеві рибалки ловлять цих рибок і використовують їх як наживку на вугрів.

## Опис
B. simplex — дрібний вид. Максимальній відомий розмір — 40 мм стандартної (без хвостового плавця) довжини. Загальна довжина становить 132,1-137,9 % стандартної.
Тіло відносно високе, його висота біля початку спинного плавця становить 26,8-32,3 %, а висота хвостового стебла 17,8-21,1 % стандартної довжини. Голова довга (34,6-38,6 % стандартної довжини) й загострена. 27-28 лусок у бічній лінії, 9½-11½ рядів лусок у поперечному напрямку.
Спинний, хвостовий, анальний та грудні плавці округлі в самців і самок. Спинний плавець посунутий далеко назад (предорсальна довжина становить 65,8-69,8 % стандартної довжини), довжина основи спинного плавця 11,2-15,4 % стандартної; плавець має 0-1 твердий і 8-9 м'яких променів. Анальний плавець має довгу основу (48,3-50,0 % стандартної довжини), 2 твердих і 21-22 м'яких променів. Черевні плавці короткі, їхня довжина становить лише 28,1-29,6 % стандартної довжини, вони мають по 1 твердому, 1 простому та 4 розгалужених промені. Довжина грудних плавців становить 18,0-22,4 % стандартної, вони мають по 11-12 променів. У хвостовому плавці 15 променів.
Тіло самців має від світло-червонуватого до коричневого забарвлення, луски з блискучою зеленкувато-блакитною цяткою по центру, зяброві кришки та горло із зеленкувато-блакитним лиском. Нижня губа чорна, чорна смужка проходить через око, короткі чорні смужки присутні також нижче за оком і на горлі. Поздовжні смужки на тілі ледве помітні.
У самок тіло блідо-жовтувато-коричневе. Темні смужки на голові та тілі помітніші, ніж у самців. Три чорні горизонтальні смужки в самок та неповнолітніх риб проходять уздовж всього тіла. Верхня безперервно тягнеться від верхнього краю ока до верхнього краю хвостового плавця. Центральна смужка проходить від задньої частини зябрових кришок до середини основи хвостового плавця. Нижче розташована ще одна смужка, яка проходить від низу основи грудного плавця до низу основи хвостового плавця й поєднується із центральною смужкою над задньою третиною анального плавця. Присутня також темна цятка в основі хвостового плавця. Горло та зяброві кришки в самок матово-білі.
Спинний, анальний та хвостовий плавці в самців коричнюваті, мають тонку світлу облямівку. Широка чорна смуга проходить уздовж краю анального плавця та нижньої частини хвостового плавця, згори до неї прилягає виразна зеленкувато-блакитна смуга. Черевні плавці коричнюваті біля основи й блакитні в зовнішній частині; грудні плавці безбарвні. У самок плавці здебільшого безбарвні, лише анальний ближче до краю має вузьку темну смужку.

## Поширення
Betta simplex походить з Таїланду, ендемік провінції Крабі, розташованій на західному узбережжі південної частини країни.
Вид є рідкісним, населяє дуже обмежений географічний ареал (5-10 км²) на північний захід від міста Крабі. Через обмежений район поширення та загрози існуванню, пов'язані з агрохімічним забрудненням місцевих водойм, а також розвитком туристичних об'єктів у регіоні, в Червоному списку МСОП вид занесений до числа тих, що перебувають на межі зникнення.
Населяє невеликі вапнякові струмки, джерела, ставки та болота, розташовані в карстовій зоні. Зустрічається як у струмках з чистою водою й порівняно швидкою течією, так і в каламутних водах. Риб ловили вздовж берегів, серед рослин. Були зафіксовані такі показники води: pH 7,0, dH від 11,0, електропровідність 530 мкСм/см, температура 22–27 °C. На мілководді ростуть криптокорини Cryptocoryne crispatula, трави та плавучі водяні гіацинти.

## Біологія
У дикій природі B. simplex харчується дрібною тваринною їжею: зоопланктоном та комахами.
Батьківське піклування полягає в інкубації ікри в роті. Потомство виношує самець.

## Утримання в акваріумі
B. simplex іноді присутній в торгівлі акваріумними рибами.
Вид є унікальним серед бійцівських рибок через те, що потребує твердої води й найкраще почувається за показника рН близько 8.
B. simplex регулярно розводиться в неволі акваріумістами. Нереститься в типовий для видів, що інкубують ікру в роті, спосіб. Самка збирає ікринки й випльовує їх самцеві для інкубації. Самець тримає ікру в роті протягом 7-10 днів. Мальки виходять досить великими й відразу можуть брати наупліуси артемій або мікрочерв'яків.

## Відео
- Betta simplex, Krabi-Kampffisch – Shrimp-Visions на YouTube by Oldschool-Aquaristik
- Betta simplex biotope на YouTube by WildFishAquarium
- Wild Betta Simplex Dancing на YouTube by imoua10
- Wild Betta Simplex Type 2 spawning на YouTube by Enrico Garitta